# 奧薩奇 (阿肯色州)
奧薩奇（英語：Osage）是位於美國阿肯色州卡羅爾縣的一個非建制地區。該地的面積和人口皆未知。

## 地理
奧薩奇的座標為36°10′57″N 93°24′17″W / 36.18250°N 93.40472°W，而該地的平均海拔高度為405米（即1329英尺）。